# 養子15歲
《養子15歲》（瑞典語：Patrik 1,5）是一部以同性戀為題材的瑞典喜劇電影，由埃拉·列姆哈根執導，古斯塔·斯卡斯加德等主演，於2008年9月12日上映。

## 劇情
約蘭·斯科格（古斯塔夫·斯卡斯加德飾）和乌尔班·阿德勒（安德斯·倫博飾）為瑞典一對同性配偶，事業有成，唯雙方希望有一名養子使家庭更完美。在尋找養子其間遇上挫折，沒有國家願意把孩子交到同性伴侶手上。最終有他們找到可收養的瑞典孩子，可是工作人員把孩子年齡由1.5歲誤寫成15歲，15歲的帕特里克成為該對伴侶的孩子。
帕特里克（湯姆·永曼飾）有不少不良紀錄，更糟的是他有恐同症，對斯科格兩人感到厭惡。斯科格希望把帕特里克送回領養當局並找回一個1.5歲的孩子。雙方在相處期間發現了特里克的園藝天份，約蘭亦慢慢接受了帕特里克，但斯文對他的行為產生壓惡。後來領養當局告訴斯科格，帕特里克要麼留下，要麼就回到收容所。帕特里克不欲回到收容所，約蘭同養給帕特里居住直到他找到新家戚為止，而斯亦在此事上與約蘭的關係產生裂痕。
最終一名工程師家庭願收養帕特里克，但不久之後帕特里克回到斯科格一家定居。

## 演員
- 古斯塔夫·斯卡斯加德飾演約蘭·斯科格（Göran Skoogh）
- 托克尔·彼得松飾演斯文·斯科格 （Sven Skoog）
- 湯姆·永曼飾演帕特里克 （Patrick）
- 安德斯·倫博飾演乌尔班·阿德勒（Urban Adler）

## 外部連結
- 互联网电影数据库（IMDb）上《Patrik, Age 1.5》的资料（英文）
- AllMovie上《Patrik, Age 1.5》的资料（英文）
- Box Office Mojo上《Patrik, Age 1.5》的資料（英文）
- 爛番茄上《Patrik, Age 1.5》的資料（英文）
- "It's a Wonderful Life…Isn't It?" a Bluefat review （页面存档备份，存于）